# Collada de Font Sobirana
La Collada de Font Sobirana, és un coll a 2.441,7 msnm del terme municipal de la Torre de Cabdella, en el seu terme primigeni, del Pallars Jussà.
Està situada al nord-oest del terme, a la carena que enllaça la Serra Tancada, al nord, amb el Pic de l'Espada, al sud. És la carena que separa els dos grans sistemes d'estanys del nord del terme de la Torre de Cabdella: a llevant, els estanys regulats per l'Estany Gento, i a ponent, els de l'entorn del Pic Salado. Els més propers a la collada són, a l'est, el pantà de Sallente, i a l'oest, l'Estany Tapat.